# 305
| [ Edytuj tabelę ] | |
| Król Armenii      | - 287 Tiridates III 330                                                                                          |
| Cesarz Chin       | - 290 Jin Huidi 307                                                                                              |
| Władca Korei      | - 300 Mich’ŏn 331                                                                                                |
| Król Persji       | - 302 Hormizdas II 309                                                                                           |
| Cesarz Rzymu      | - 284 Dioklecjan 305 - 286 Maksymian 305 - 305 Sewer II 307 - 305 Galeriusz 311 - 305 Konstancjusz I Chlorus 306 |

Rok 305 / CCCV
stulecia: III wiek ~
IV wiek ~
V wiek

lata: 295 «
300 «
301 «
302 «
303 «
304 «
305
» 306
» 307
» 308
» 309
» 310
» 315

## Wydarzenia
- 1 maja – Dioklecjan abdykował i zamieszkał w pałacu w Splicie; abdykował również Maksymian. Cesarzami, czyli augustami zostali dotychczasowi cezarowie Konstancjusz i Galeriusz, a ich zastępcami (cezarami) zostali Flawiusz Sewer i Maksymin Daja.

## Urodzili się
- Damazy I, papież (zm. 384).
- Efrem Syryjczyk, diakon i egzegeta (zm. 373).

## Zmarli
- 12 stycznia – Arkadiusz z Mauretanii, męczennik chrześcijański.
- 27 lipca – Pantaleon, męczennik.
- 19 września – January z Benewentu, biskup i męczennik.
- Juliana z Nikomedii, męczennica.
- Porfiriusz, filozof neoplatoński (ur. ≈234).
- Ruan Xian, chiński poeta (ur. 234).
- Wang Rong, chiński polityk (ur. 234).